# José Alfonso Belloso y Sánchez

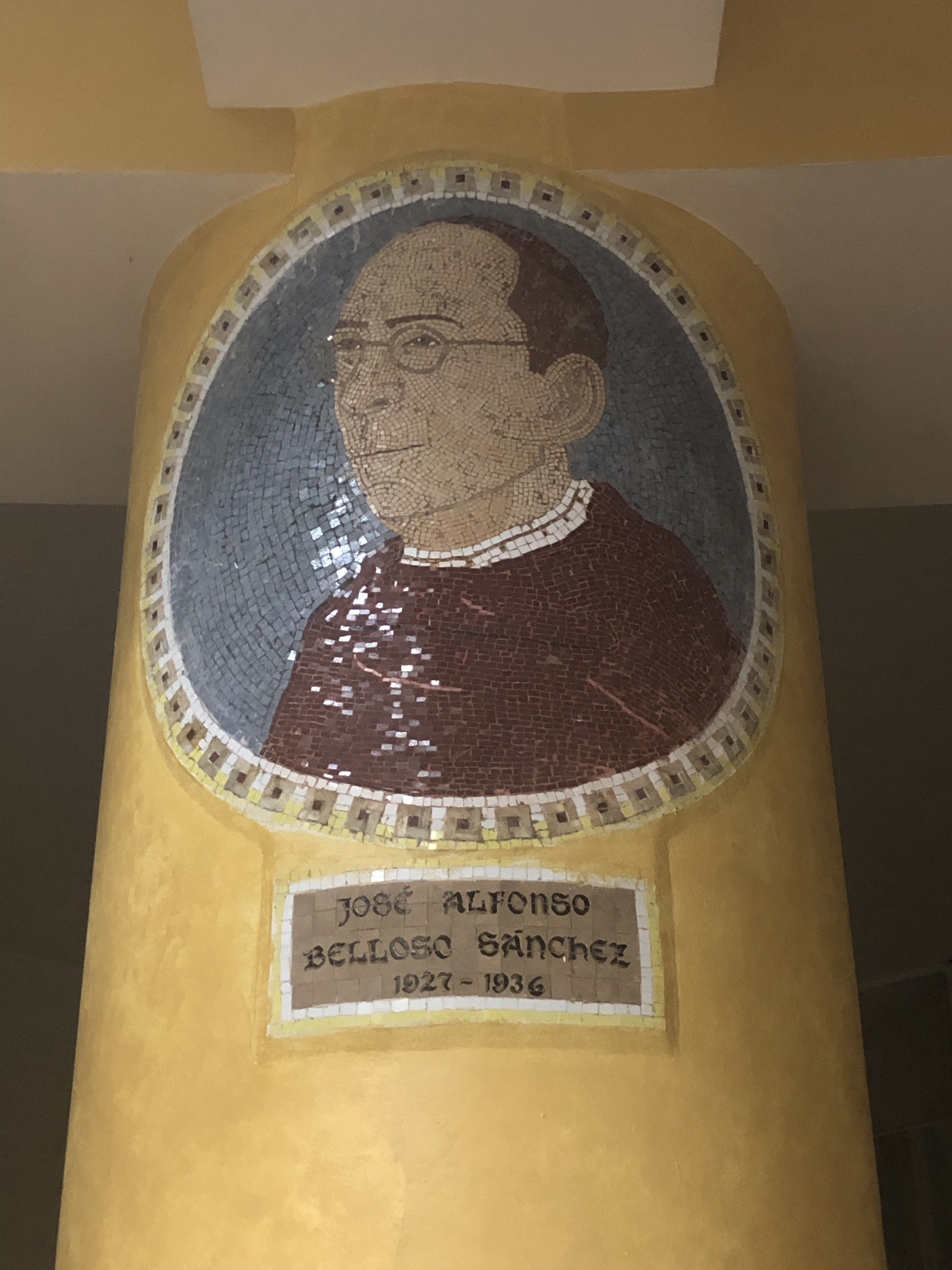
Ikona José Alfonso Belloso y Sáncheza w Metropolitalnej Katedrze Najświętszego Zbawiciela

José Alfonso Belloso y Sánchez (ur. 30 października 1873 w San Salvadorze, zm. 9 sierpnia 1938) – salwadorski duchowny rzymskokatolicki, arcybiskup San Salvadoru.

## Życiorys
18 grudnia 1897 otrzymał święcenia prezbiteriatu i został kapłanem diecezji San Salvador.
18 grudnia 1919 papież Benedykt XV mianował go biskupem pomocniczym archidiecezji San Salvador oraz biskupem tytularnym sozuańskim. 30 maja 1920 w katedrze w San Salvadorze przyjął sakrę biskupią z rąk honduraskiego biskupa Santa Rosa de Copán Claudio Maríi Volio y Jiméneza. Współkonsekratorem był biskup Santa Ana Santiago Ricardo Vilanova y Meléndez. Przy sakrze asystował ks. Roque Orellana.
22 grudnia 1927 papież Pius XI mianował go arcybiskupem San Salvadoru (po ponad półtorarocznym wakacie na tej katedrze). Urząd ten pełnił do śmierci 9 sierpnia 1938. W listach pasterskich potępiał przemoc i komunizm.